# Valens
 For alternative betydninger, se Valens (flertydig). (Se også artikler, som begynder med Valens)
I kemi er valens en betegnelse for det antal kemiske bindinger et atom kan danne til andre atomer i et molekyle. Atomer af visse grundstoffer kan danne forskellige antal bindinger i forskellige molekyler, så det samme grundstofs atomer kan altså have flere mulige valenser, afhængig af hvilken forbindelse det indgår i. Antallet af bindinger, et atom af et bestemt grundstof kan danne (dvs. valensen), afhænger primært af, hvilke oxidationstrin grundstoffet kan optræde i.
| Et atom, der kan danne | 1 binding   | kaldes | monovalent  |
| -                      | 2 bindinger | -      | divalent    |
| -                      | 3 bindinger | -      | trivalent   |
| -                      | 4 bindinger | -      | tetravalent |
| -                      | 5 bindinger | -      | pentavalent |
| -                      | 6 bindinger | -      | hexavalent  |

Når man snakker om valens i forbindelse med syrer og baser er definitionen lidt anderledes end for atomers valens. For syrer og baser er valensen udtryk for, hvor mange brintioner (hydroner) et molekyle som helhed kan afgive eller optage, hvorimod den for atomernes vedkommende udtrykker antallet af bindinger, som ét atom kan danne. En syre, der kan afgive én hydron er monovalent (fx saltsyre), mens en divalent syre kan afgive to hydroner (fx svovlsyre), en trivalent tre (fx fosforsyre) og så fremdeles. Modsvarende kan en monovalent base optage én hydron, en divalent to osv.